# Райт, Марк (футболист)
Марк Райт (англ. Mark Wright; род. 1 августа 1963) — английский футболист, защитник. Лучше всего известен по своим выступлениям за «Ливерпуль» и сборную Англии. В настоящее время является футбольным тренером, но сейчас находится без работы. Участник двух Чемпионатов Европы (1988 и 1992), а также чемпионата мира 1990 года в составе сборной Англии.

## Карьера игрока
Марк Райт начал играть за клуб «Оксфорд Юнайтед», но вскоре привлёк внимание тренерского штаба «Саутгемптона» и перешёл туда. 17 апреля 1982 года он дебютировал в составе «святых» в матче против «Лидс Юнайтед» на Элланд Роуд, а уже в следующем году стал регулярным игроком основы клуба. 30 апреля 1983 он забил свой первый гол за «Саутгемптон», отличившись в матче против «Лутон Таун» в гостях, а по итогам сезона был признан Игроком года болельщиками своего клуба.
В сезоне 1983/84 «Саутгемптон» составил конкуренцию «Ливерпулю» в борьбе за чемпионство, но в итоге занял только второе место, на три очка опередив финишировавший третьим «Ноттингем Форест» и шедший следом за ним «Манчестер Юнайтед». Выступления Райта позволили ему получить первый вызов в сборную, которую тогда тренировал Бобби Робсон. Как ни удивительно, но в 1987 году «Саутгемптон» решил расстаться с Райтом, за рекордную для клуба сумму в 760 тысяч фунтов продав Марка «Дерби Каунти».
29 августа Марк Райт дебютировал в составе «баранов» и вскоре стал капитаном команды. Сезон клуб завершил лишь на 15-м месте, однако уже год спустя занял пятое место. Президент клуба Роберт Максвелл как раз в это время решил покинуть свой пост, и в клубе случился финансовый кризис, в результате которого «Дерби Каунти» пришлось продать своих главных звёзд — талантливого форварда Дина Сондерса, а год спустя, уже после вылета из Первого Дивизиона, и Марка Райта.
15 июля 1991 года защитник сборной Англии присоединился к «Ливерпулю» Грэма Сунесса за 2,5 миллиона фунтов. 17 августа он провёл свой первый матч за «красных», в котором его новый клуб обыграл на Энфилде «Олдем Атлетик» со счётом 2:1. В «Ливерпуле» Марк Райт сменил многоопытного шотландца Алана Хансена, который долгое время был капитаном команды. В 1992 году уже Райт был капитаном клуба, который в финале Кубка Англии обыграл «Сандерленд» со счётом 2:0. Первый гол Райта в составе «Ливерпуля» был забит 1 сентября 1992 года в домашнем матче против своего бывшего клуба, «Саутгемптона». Этот мяч позволил «красным» отыграться и добиться ничьей.
После того как Сунесса сменил на посту тренера Рой Эванс, Марк стал часто подвергаться критике, однако он продолжал регулярно играть за первую команду, оказав огромное влияние на подраставшее поколение игроков — Джейми Реднаппа, Стива Макманамана и Робби Фаулера. Тем не менее Райт не смог помочь «Ливерпулю» вернуть в 1990-е годы титул чемпиона Англии, хотя «красные» не раз были к этому близки. Под конец карьеры Марка начали преследовать травмы, которые сокращали его шансы на появление в первой команде, однако не помешали Терри Венейблсу неожиданно снова вызвать защитника в сборную. 33-летний Марк Райт не смог принять участие в чемпионате Европы 1996 года, получив новую травму. 1 августа 1998 года Райт завершил карьеру игрока.

## Карьера тренера
Марк Райт дебютировал в качестве тренера в «Саутпорте» в 2000 году, но вскоре после тридцатилетнего отсутствия вернулся в клуб, где он когда-то начинал, став тренером «Оксфорд Юнайтед». Однако уже в декабре он был отправлен в отставку после того, как выступил с оскорблениями на расовой почве в адрес арбитра, который судил один из матчей его команды. Затем он перешёл в «Честер Сити», который сумел вывести из Конференции во Вторую Лигу, но за сутки до начала новой кампании ушёл в отставку. Возможно, это было связано с его романом с женой одного из игроков команды.
В 2005 году он начал тренировать «Питерборо Юнайтед», но и оттуда ушёл со скандалом уже в январе 2006 года, отказавшись появиться перед советом директоров команды. Уже через месяц он снова возглавил «Честер Сити», который ему предстояло спасти от вылета. Райт сумел это сделать и был награждён новым двухлетним контрактом, но год спустя он был уволен президентом клуба всего за один тур до конца кампании после того, как команда под руководством Марка Райта смогла из последних 20 матчей выиграть только три.

## Достижения

### Саутгемптон
- Вице-чемпион Англии: 1984

### Ливерпуль
- Обладатель Кубка Англии: 1991/92
- Финалист Кубка Англии: 1995/96

### Честер Сити
- Чемпион Конференции: 2004 в качестве главного тренера

## Статистика игрока
| Клуб            | Сезон   | Лига | Лига | Кубок Англии | Кубок Англии | Кубок Лиги | Кубок Лиги | Европа | Европа | Другие | Другие | Всего | Всего |
| Клуб            | Сезон   | Игры | Голы | Игры         | Голы         | Игры       | Голы       | Игры   | Голы   | Игры   | Голы   | Игры  | Голы  |
| --------------- | ------- | ---- | ---- | ------------ | ------------ | ---------- | ---------- | ------ | ------ | ------ | ------ | ----- | ----- |
| Ливерпуль       | 1997/98 | 6    | 0    | 0            | 0            | 0          | 0          | 1      | 0      | 0      | 0      | 7     | 0     |
| Ливерпуль       | 1996/97 | 33   | 0    | 2            | 0            | 3          | 1          | 5      | 1      | 0      | 0      | 43    | 2     |
| Ливерпуль       | 1995/96 | 28   | 2    | 7            | 0            | 3          | 0          | 4      | 0      | 0      | 0      | 42    | 2     |
| Ливерпуль       | 1994/95 | 6    | 0    | 0            | 0            | 0          | 0          | 0      | 0      | 0      | 0      | 6     | 0     |
| Ливерпуль       | 1993/94 | 31   | 1    | 0            | 0            | 5          | 0          | 0      | 0      | 0      | 0      | 36    | 1     |
| Ливерпуль       | 1992/93 | 33   | 2    | 0            | 0            | 4          | 1          | 3      | 1      | 1      | 0      | 41    | 4     |
| Ливерпуль       | 1991/92 | 21   | 0    | 9            | 0            | 1          | 0          | 4      | 0      | 0      | 0      | 35    | 0     |
| Дерби Каунти    | 1990/91 | 37   | 0    | ?            | ?            | ?          | ?          | ?      | ?      | ?      | ?      | 37    | 0     |
| Дерби Каунти    | 1989/90 | 36   | 6    | ?            | ?            | ?          | ?          | ?      | ?      | ?      | ?      | 36    | 6     |
| Дерби Каунти    | 1988/89 | 33   | 1    | ?            | ?            | ?          | ?          | ?      | ?      | ?      | ?      | 33    | 1     |
| Дерби Каунти    | 1987/88 | 38   | 3    | ?            | ?            | ?          | ?          | ?      | ?      | ?      | ?      | 38    | 3     |
| Саутгемптон     | 1986/87 | 30   | 1    | ?            | ?            | ?          | ?          | ?      | ?      | ?      | ?      | 30    | 1     |
| Саутгемптон     | 1985/86 | 33   | 2    | ?            | ?            | ?          | ?          | ?      | ?      | ?      | ?      | 33    | 2     |
| Саутгемптон     | 1984/85 | 36   | 0    | ?            | ?            | ?          | ?          | ?      | ?      | ?      | ?      | 36    | 0     |
| Саутгемптон     | 1983/84 | 29   | 1    | ?            | ?            | ?          | ?          | ?      | ?      | ?      | ?      | 29    | 1     |
| Саутгемптон     | 1982/83 | 39   | 2    | ?            | ?            | ?          | ?          | ?      | ?      | ?      | ?      | 39    | 2     |
| Саутгемптон     | 1981/82 | 3    | 0    | ?            | ?            | ?          | ?          | ?      | ?      | ?      | ?      | 3     | 0     |
| Оксфорд Юнайтед | 1981/82 | 10   | 0    | 1            | 0            | 0          | 0          | 0      | 0      | 0      | 0      | 11    | 0     |
| Оксфорд Юнайтед | 1980/81 | 0    | 0    | 1            | 0            | 0          | 0          | 0      | 0      | 0      | 0      | 1     | 0     |
| Всего           |         | 482  | 21   | 20           | 0            | 16         | 2          | 17     | 2      | 1      | 0      | 536   | 25    |